# The Initiative
The Initiative es el séptimo episodio de la cuarta temporada de Buffy the Vampire Slayer.
En La Iniciativa título en español, Spike es aprisionado bajo tierra en una instalación de investigación de demonios, y Riley se da cuenta de que siente algo por Buffy.

## Argumento
En la cafetería de la universidad, Riley (Marc Blucas) y un amigo discuten sobre Buffy (Sarah Michelle Gellar). Al parecer, Riley la encuentra demasiado rara. Spike (James Marsters) despierta en una jaula con puertas de cristal dentro de lo que parecen unas enormes instalaciones en las que también hay otros vampiros y demonios encerrados individualmente.
Buffy visita a Giles (Anthony Stewart Head) y Xander (Nicholas Brendon), y les informa que Willow (Alyson Hannigan) está mal por la partida de Oz, así que se la va a llevar de fiesta y ellos dos se encargarán de la vigilancia. El vampiro de la celda contigua informa a Spike de que la sangre que le han arrojado desde el techo contiene droga y que si la bebe empezarán a experimentar con él. También le dice que lo último que recuerda era que estaba huyendo de la Cazadora, por lo que Spike comienza a echarle la culpa de lo que le pasa a Buffy.
Los amigos de Riley interrogan a Parker (Adam Kaufman) sobre Buffy. Éste no duda en contarlo todo, pero cuando hace un comentario despectivo se gana un puñetazo por parte de Riley, quien acaba reconociendo ante sus amigos que le gusta Buffy, aunque ellos ya se habían dado cuenta. Acude a Willow para pedirle ayuda para salir con Buffy.
Spike finge haberse tomado la sangre drogada y cuando van a recogerle consigue escapar. Durante la vigilancia, Xander se entera por Harmony (Mercedes McNab) de que Spike ha salido a buscar a Buffy, quien está en la fiesta con Willow. Ésta, al oír una canción se siente mal porque le recuerda a Oz, y decide marcharse a su dormitorio.
Un amigo de Riley le informa de que tienen que irse. Se introducen en el ascensor de su edificio y bajan a las instalaciones en las que estaba encerrado Spike. Se revela que Riley forma parte de los comandos que Buffy anda buscando. La Dra. Walsh (LIndsay Crouse) parece estar al mando. Les informa que el huésped 17 (Spike) se ha fugado y tienen que ir en su caza.
Spike averigua cuál es la habitación de Buffy y se presenta en ella, pero solo encuentra a Willow. Spike intenta morderla pero no puede porque le produce dolor en la cabeza. Al final Willow comienza a hablar con él, le distrae y le golpea con una lámpara en la cabeza. Cuando intenta huir se presentan los chicos del comando, que le capturan. Buffy, sin saber quiénes son, lucha contra ellos, permitiendo la huida de Spike. Éste resulta tener un chip en la cabeza que le impide alimentarse.

## Reparto

### Personajes principales
- Sarah Michelle Gellar como Buffy Summers.
- Nicholas Brendon como Xander Harris.
- Alyson Hannigan como Willow Rosenberg.
- James Marsters como Spike.
- Anthony Stewart Head como Rupert Giles.

### Apariciones especiales
- Marc Blucas como Riley Finn.
- Mercedes McNab como Harmony Kendall.
- Adam Kaufman como Parker Abrams.
- Bailey Chase como Graham Miller.
- Leonard Roberts como Forrest Gates.
- Lindsay Crouse como Maggie Walsh.

### Personajes secundarios
- Mace Lombard como Tom.
- Scott Becker como Novato perdido.

## Producción
El vasto escenarrio para la Iniciativa, mostrado por primera vez en este episodio, fue grabado en Skunk Works, en una localización donde se manufacturaban aviones. Cuando se describe el escenario, al escritor Doug Petrie le dijo Joss Whedon que quería «ir a lo grande. usa tu imagiación. Hazlo, ve allí. Es un alto presupuesto.»